# Bāgh-e Naz̧ar
Bāgh-e Naz̧ar (persiska: باغ نظر) är en del av en befolkad plats i Iran.   Den ligger i provinsen Mazandaran, i den norra delen av landet, 130 km norr om huvudstaden Teheran. Antalet invånare är 256.
Terrängen runt Bāgh-e Naz̧ar är platt åt nordost, men åt sydväst är den kuperad. Runt Bāgh-e Naz̧ar är det ganska tätbefolkat, med 116 invånare per kvadratkilometer. Närmaste större samhälle är Tonekābon, 8,3 km nordväst om Bāgh-e Naz̧ar. 